# Liste des Premiers ministres tibétains
Le Premier ministre tibétain dénommé Lonchens, Sileun ou Kalon Tripa, est le chef du Kashag, ou cabinet des ministres du gouvernement tibétain, puis du gouvernement tibétain en exil.
Les premiers ministres ont été nommés par le 13e dalaï lama, puis par le 14e dalaï-lama.
Peu après son exil, le 14e dalaï-lama a réalisé des efforts importants pour établir une société démocratique, non seulement pour assurer les droits démocratiques des Tibétains, mais aussi pour moderniser le Tibet.
Après 1990, les premiers ministres furent élus par le Parlement tibétain en exil,.
Depuis 2001, le Kalon Tripa, est élu au suffrage universel par les Tibétains en exil. Son  mandat est de cinq ans, renouvelable une seule fois.

## Liste des Premiers ministres du gouvernement tibétain
- Changkhyim (1907-1920)
- Paljor Dorje Shatra (1907-1919)
- Sholkhang (1907-1926)
- Langdun Kunga Wangchuk (1926-1940)
- Lukhangwa et Lobsang Tashi (17 novembre 1950, 27 avril 1952)

## Liste des Premiers ministres du gouvernement tibétain en exil
- Lukhangwa
- Jangsa Tsang (1959-1960)
- Surkhang Wangchen Gelek (1960-1964)
- Shenkha Gurmey Topgyal (1965-1970)
- Garang Lobsang Rigzin (1970-1975)
- Kundeling Woeser Gyaltsen (1975-1980)
- Wangdue Dorjee (1980-1985)
- Juchen Thupten Namgyal (1985-1990)
- Kalsang Yeshi (1990-1991)
- Gyalo Thondup (1991-1993)
- Tenzin Namgyal Tethong (1993-1996)
- Sonam Topgyal (1996-2001)
- Samdhong Rinpoché (2001-2011)
- Lobsang Sangay (2011-2021)
- Penpa Tsering (2021-)